# Зграда Законодавства Манитобе
Зграда Законодавства Манитобе проглашена за једну од десет архитектонских „икона” Манитобе, смештена је у централном језгру Винипега, главном граду покрајине Манитоба, Канада. У њој је седиште највише законодавне власти у покрајини - Законодавна скупштина Манитобе. Првобитни назвив зграде био је Парламент Манитобе, а данас је њен назив Зграда Законодавства Манитобе. Ову импозантну грађевину, завршену 1920. године, у неокласичном стилу, високу 74 метара, пројектовали су и изградили Френк Вортингтон Симон (Frank Worthington Simon 1862-1933) и Хенри Бодингтон III (Henry Boddington III), заједно са другим градитељима и многобројним занатлијама. Зграда је позната и по „Златном дечаку” (енгл. Golden Boy), бронзаној статуи обложеној златом, у стилу римског бога Меркура, или грчког бога Хермеса, постављеној на на врху куполе (највишег дела грађевине).
Зграда Законодавства Манитобе, свакодневно је отворен током свих дана у години (укључујући и суботу и недељу) за индивидуалне службене и неслужбене посете грађана Манитобе или обиласке многобројних туриста у пратњи водича.
Згради Законодавства Манитобе, два пута је додељано посебно признање, „Конзерваторска награда”, 2003. за најочуванију зграду у Винипегу и рестаурацију скулптуре Златног дечака, и 2008. додатна награда.

## Историјат
Ова, трећа зграда по реду, коју данас користити Законодавне скупштине Манитобе, настала је на темењима друге по реду грађевине у којој је било смештено највише законодавно тело у покрајини Манитоба, од 1884. Прва зграда Парламента налазила се у једној од зграда са у главној улици Винипега, МекДермот авенији, све до њеног уништења у пожару 1873. године. Потом је Парламент био у привременом објекату до 1884. године, када је усељен у другу зграду (на слици лево) северно од Владиног дома. Зграда је срушена 1920. године.
Изградњи треће зграде Парламента претходило је објављивања, од стране владе Манитобе, архитектонског конкурса 1911. године. На конкурссу су могли да учествују архитекти из свих делова Британске империје. За најуспешнији пројекат и најлепши дизајн, нове Законодавне зграде Манитобе понуђена је новчана награда у износу од 10.000 $. Комисија је након прегледа 67 поднесака, као најбољи изабрала пројект архитекте Френка Вортингтон Симона, бившег студента на Школи лепих уметности и Хенрија Бодингтона III, из 1912. 
Изградња је почела копањем темеља 1913. године. До избијања Првог светског рата 1914. године, изграђени су темељи и започето је обликовање зидова, које је због недостатак материјала, радне снаге и средстава одложило даљу изградње и након завршетка рата, све до 1919. године.
Свечано отварање зграде на 50. годишњицу покрајине, обавио је 15. јула 1920. године, Сер Џемса Ајкинса, тада потпуковник и гувернер Манитобе.

## Положај и пространство
Зграда Законодавства налази се у јужном делу централног језгра Виннипега, у величанствено уређеном парку површине 12 хектара, у чијем југоисточном делу се налази Владин дом, пребивалиште поручника-гувернера, Манитобе. Са јужне стране овај административни комплекс зграда са парковским површнама граничи са раком Асинибојн (једним од праваца који су користили први трговци крзна и истраживачи Манитобе), док остала три границе чине; на северу улица Осборн, на западу, Бродвеј и на истоку улица Кенеди.

## Опис грађевине
Зграда је архитектонско дело које би Манитоба данас тешко могла да репродукује, због недостака специфичних зидара и занатлија и великих трошкова градње. Ова троспратна зграда која је у основи у облику латиничног слова Н, површине је 23.225 квадратних метара. Највиши део зграде од нивоа тла је куполе висока 74 м. 
Спољни зидови грађевине и велики део унутрашњости изграшен је од тиндал стене, из камменолама у селу Гарсон, који се налази на око 45 километара североисточно од Винипег. Ова врста грађевинског материјала позната је по врхунском квалитету и заступљена је у многим репрезентативним објекатим изграђеним током 20. века у Манитоби, Северној Америци и шире. Спектакуларно ишаран фосилним остацима створења која су живели пре више милиона година у полу-тропском мору, Тиндал камен који има топао и леп изглед спада у групу грађевинског материјала прелепог дизајна, додатно је на грађевини оплемењен многим алегоријским уметничким делима која величају мудрост, правду и храброст. Док скулптура „Златног дечака” у бронзи, опточена златом на врху куполе симболизује вечну младост и напредак Манитобе.

### Спољашњи изглед
На крову чеоног дела зграде, високо изнад шест стубова главног улаза, налазе се пригрљене камене фигуре које симболизују идеалне односе свих нација у Канади. У центру је женска фигура са зрацима сунца иза ње, која представља Манитобу. Лево и десно од централне фигуре „Манитобе” су две фигуре мушкарца и жене натоварених производима земљишта (пшеницом и воћем).
На источној страни фасаде је, наутички точак који представља Атлантски океан. На западној страни, Нептун у руци држи трозубац који представља Пацифик. На врху крова на његова оба краја су две сфинге.
У источној углу фасаде је фигура индолентн ог човек, у полу клечећем положају, која представља дух напретка, и призива незаинтересоване да дођу у обећану земљу. Још једна фигура је богиња „Европа” која води бика, и симболизује европско наслеђе и имиграцију Канаде. Са њене десне стране су европски имигранти, човек, жена и дете, који симболизују живот породица досељеника у новој земљи.
У западном углу су две уплетене женске фигуре које представљају две реке Ред Ривер и Асинибоин Ривер. Поред њих је мишићава мушка фигура са групом моћних коња и примитивним плугом - орача земље. 
Група од четири задивљујуће фигуре, које се налазе на сва четири угла торња који чини базу куполе зграде, представљају пољопривреду, уметност, индустрију и науку. Док група фигура у источном и западном делу на респективан начин представља рат и мир.
На источном и западној фасади су бројне представље рата и мир. На источној страни, је приказ оружја и рата, две мушке фигуре, једна је домородачки ратник са орлом на глави, а друга римски војник. Док су на западној страни су по два женске фигуре симболи мира. Сваки пар чува ковчег, који наводно представља „Ковчег јединства” који се помиње у древним јеврејским текстовима.

### Унутрашњи изглед
Централни део унутрашњости зграде краси величанственено предворје са великим степеништем, од 39 степеника подељених у три дела по 13 степеника. Степениште је изграђено од браон мермера, који је коришћен и у многим најбољим зградама од мермера у свету. На обе стране у основи степеништа, на посебним постаментима у природној величини, постављене су две статуе Северноамеричког бизона, које симболизују стада бизона које су некада ходала преријом. Статуе су дело Жоржа Гардета из Париза, творца статуе Златног дечака. Бронзане статуе бизона изливене су у Њујорку, и свака тежи по 2.268 килограм. 
Занимљива прича прати постављање статуа бизона. У њој се наводи, да је у циљу смањења ризика од гребања изузетно лепог мермерног под зграде током уношењем и монтаже ових огромних скулптура, цео главни спрат зграде био поплављен водом, а затим је вода остављена да се добро заледи. Оба статуе бизон су потом стављене на огромне плоче леда изрезаног из реке Асинибојн, и на њима су клизајући по залеђеном поду унете у зграду. Да ли је ово прича истина никада се неће знати. Међутим легенде је остала сачувана као део историје овог објекта.
На оградама око другог спрата балкона, налазе се лампе које се вертикално уздижу из балустра. Испод ограде, плоче од клесаног камена подсећају на Савез морнара. 
На трећем спрату окренутом ка великом степеништу налазе се у два реда по два пара, реплика каријатида које се могу видети на верандама у Атини, Грчка. Оригинали фигура које потичу из 408. године пре Христа налазе се на трећем спрату. Оне су обликоване од стране браће Пицирили из Њујорка, на основу модела које је припремио Albert Hodge из Лондона, Енглеска.

### Статуа Златног дечака
Статуа „Златног дечака”, висока је 5,25 метара, вероватно је један од најпознатији симбола покрајине Манитоба, и налази се на врку куполе ове импозантне грађевине.
Дечак је тркач и посланик у грчкој митологији. Он носи сноп златног зрна у левој руци, док у десној руцу држи високо уздигнуту бакљу, позивајући младе да са њим уђе у трку. Врх његове бакље је на 77 метара изнад земље, и пре новоизграђених високих објеката, који данас обликују централно језгро Виннипега, он је био највиша тачка у граду.
Статуу је обликовао скулптор Жорж Гардет из Париза, а изливена је 1918. године у Барбидијеновој ливници у Француској. Ливница је делимично уништене у бомбардовању током Првог светског рата, али је стицајем околности „Златни дечак” остао неоштећена. Из Француске статуа је допремљена француским бродом који је превозио пшеницу. Пре него што је брод кренуо на пут на њему су превжене трупе војника, тако да је на овом броду Златни дечак, путујући много миља, стално био у опасности. Када је рат завршен, брод је стигао у Халифакс, луку на обали Атлантика, на југоистоку Канаде, одакле је потом послата у Виннипег, где је коначно постављен на врх куполе зграде Законодавства Манитобе. 
Златни дечак као симбол покрајине Манитоба налази на на врху њене зграде Законодавства од званичног отварања 1920. годинер (изузев неколико месеци током 2002. године, када су радници спустили Златног дечака са куполе ради поправке и адаптације).

### Ротонда
Предворје зграде Законодавства чини велико степениште преко кога се формално приступа њеном унутрашњем делу. У њему се од пода до обода који окружује основу куполе (ротонду) уздижу четири пара коринтских стубова. Под испод ротонде куполе израђен од је Тенеси мермера и граничи са црним Вермонт и зеленим античким мермером. Под је дизајниран по модификованом грчком кључу и симболизује вечну потрагу за знањем. Гречки облици, и други симболи вечности, као што су таласи, кружни мотиви итд, уочавају се и широм ентеријера и екстеријера зграде.
У унутрашњосту зграде све је у знаку број 13, што се види и по броју сијалица у класичним римским светиљкама које додатно осветљавају ротонду. Неки верују да овај број симболизује срећу код древних Египћана. Други да број има симболичан значај и да је повезан са масонима, чији су чланови били, нема сумње, укључени у пројектовање и изградњу зграде законодавства. Док трећи верују да је је број 13 повезан са старим Римљанима који су га повезивали са лошом срећом и његовим поштовањем сматрали су да могу да избегну сопствену клетву. Већина стручњака ипак сматра да се ради о интригантној, али нерешивој мистерији броја 13.
Испред главног улаза у законодавну комору једном од зидова је мурал који приказује канадске војску и њен боравак у Француској за време Првог светског рата. Мурал је насликао Френк Брангвин из Лондона, један од најбољих муралисти Европе, и на њему приказао; покољ и трагичне жртве рата, са светлим цветовима у првом плану, којима је најављивао долазак мира.

### Просторија за пријеме поручника-гувернера
У источном крилу зграде смештена је просторија за пријеме поручник гувернера. Овај лепо уређени простор, поручник гувернер користи у посебним приликама, током државних посета страних званичника. Јавности је у ову просторију забрањен улазак. Током таквих догађаја, са обе стране улазних врата поставља се Канадска краљевска коњичка полиција, а војни сарадници помажу гувернеру око обављања службених дужности. 
Просторија је обложена црним америчким орахом са уметнутом ебановином, и ручно резбареним украсима око плафона и дуж четири угаоне стуба. Са плафона виси француски позлаћени лустер. На поду је тепих посебно ручно ткан у Донегалу, Ирска. Супротно један од другог на севером и јужном зиду су два велика огледала у позлаћеним рамовима. Осим фотеље за Принца од Велса, која је резервисан за посету краљевске породице и на наслону носи Принц од Велса, намештај је посебно дизајниран за ову пријемну просторију и ручно израђен од махагонија.
Директно изнад мест за гувернера су фигуре два мушкарца ратника. Просторија је широка, у оба смера, по 7,3 метара.

### Сала Законодавне скупштине
Сала законодавног парламента Манитоба је јединствен међу покрајинским законодавни салама, јер су јој клупе за чланове, груписане у облику потковице. Столица за председника законодавног тела је на јужном зиду испод галерији за новинаре. Све дебате се преносе преко озвучења, а председавајући спроводи протоколом предвиђене процедуре и одговоран је за одржавања реда и пристојности. Када парламент заседа, сваки дан почиње у складу са процедурама које воде порекло још из раног периода парламентарне владавине. 
Оригинални столови и столице у парламентрној сали су израђене од ораховине са уметнутим деловима од абоноса. Намештај је распоређени у три нивоа који се спушта и уклапа у централни део сале. Сваки сто опремљен је микрофоном који је повезан са разгласом и машином за снимање дебата, која је намењен за објављивања извештаја са дебата и других заседања у парламенту. У време за постављање питања, преводиоци обезбеђују симултани превод са француског на енглески. Комора је такође опремљена за видео и интернет преносе и постављање питања, као што су она у време расправе о буџету.

### Свечана сала за пријеме гостију и говорника
Велики и елегантно украшен салОН за пријем гостију резервисана је за званичне функционере и њихове госте. Салон се назива и „соба лустера”, јер три лепе чешка месингана лустери висе са плафона у овој просторији.
Салон је намењен за званичне манифестације које укључују и пријем поручника-гувернера, премијера, председника представничког дома, и њихове супружнике.
Уз спољни зид салона, су две стаклене витрине са пет тома књига, у којима су наведена имана припадника канадских оружаних снага и трговачких морнарице који су погинули у Нилској експедицији, Јужноафричком рату, Првом и Другом светском рату и Корејском рата. Књиге су реплике оригиналних књига сећања које се чувају у „Кули мира” (Peace Tower) у Отави. Једна страница из ових књиге отвара се сваки дан како би се обезбедило њеним читањем обезбедило трајно сећање на имена мртвих у главама живих.